# Exyrias puntang
Exyrias puntang is een straalvinnige vis uit de familie van grondels (Gobiidae) en behoort derhalve tot de orde van baarsachtigen (Perciformes). De vis kan een lengte bereiken van 16 cm.

## Leefomgeving
Exyrias puntang komt in zeewater en brak water voor. De vis prefereert een tropisch klimaat en leeft hoofdzakelijk in de Grote Oceaan. De diepteverspreiding is 0 tot 3 m onder het wateroppervlak.

## Relatie tot de mens
Exyrias puntang In de hengelsport wordt er weinig op de vis gejaagd. Tevens wordt de soort gevangen voor commerciële aquaria.
Voor de mens is Exyrias puntang ongevaarlijk.